# Haldens kommun
Haldens kommun  (norska: Halden kommune) är en kommun belägen i den södra delen av Østfold fylke i sydöstra Norge. Centralort är staden Halden (tidigare kallad Fredrikshald). I söder gränsar kommunen till Sverige med bland annat gränsövergångarna Svinesund (bilväg E6) och Kornsjø (järnvägsövergång). 
I kommunen finns en rad stenbrott för brytning av Idefjordsgranit. En stor del av landskapet är uppodlad. Spannmål dominerar jordbruket. Längs Tistedalen rinner älven Tista fram till Idefjorden. Längs vattendraget etablerades en rad sågverk som knöts samman till storsågen Saugbrugsforeningen - en aktör som dominerade handeln med sågat timmer i regionen. Företaget har sedan 1989 ingått i Norske Skog. I centralorten Halden ligger den regionala högskolan. 

## Tätorter
I Haldens kommun finns fyra tätorter:
- Halden (centralort)
- Isebakke
- Solbakken-Sofienberg
- Sponvika

## Socknar
Inom Norska kyrkan är Haldens kommun indelad i sju socknar:
- Asaks socken
- Bergs socken
- Enningdalens socken
- Haldens socken
- Idds socken
- Rokke socken
- Tistedals socken

Socknarna ingår i Søndre Borgesyssels prosteri i Borgs stift.

## Bilder

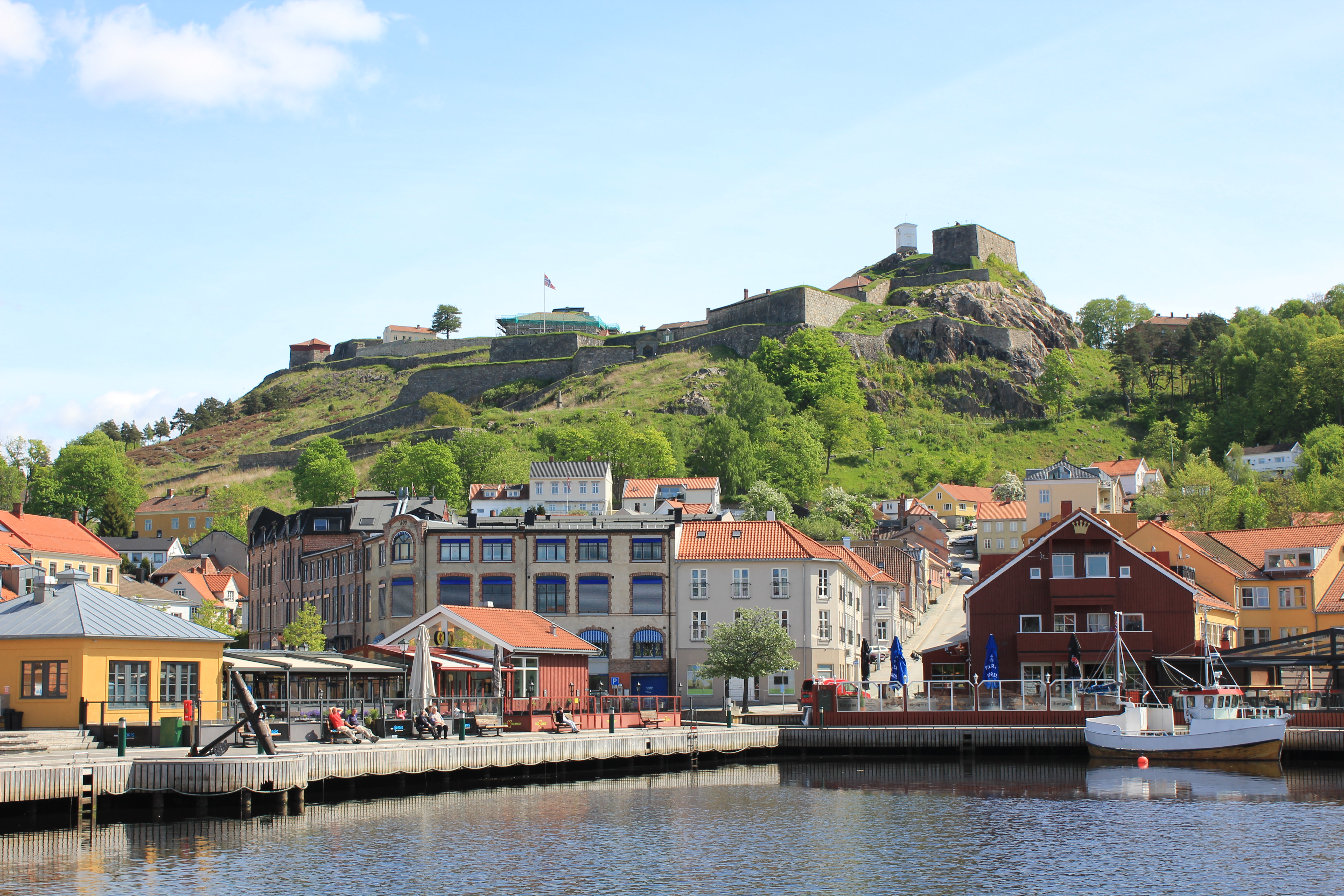
Fredrikstens fästning.
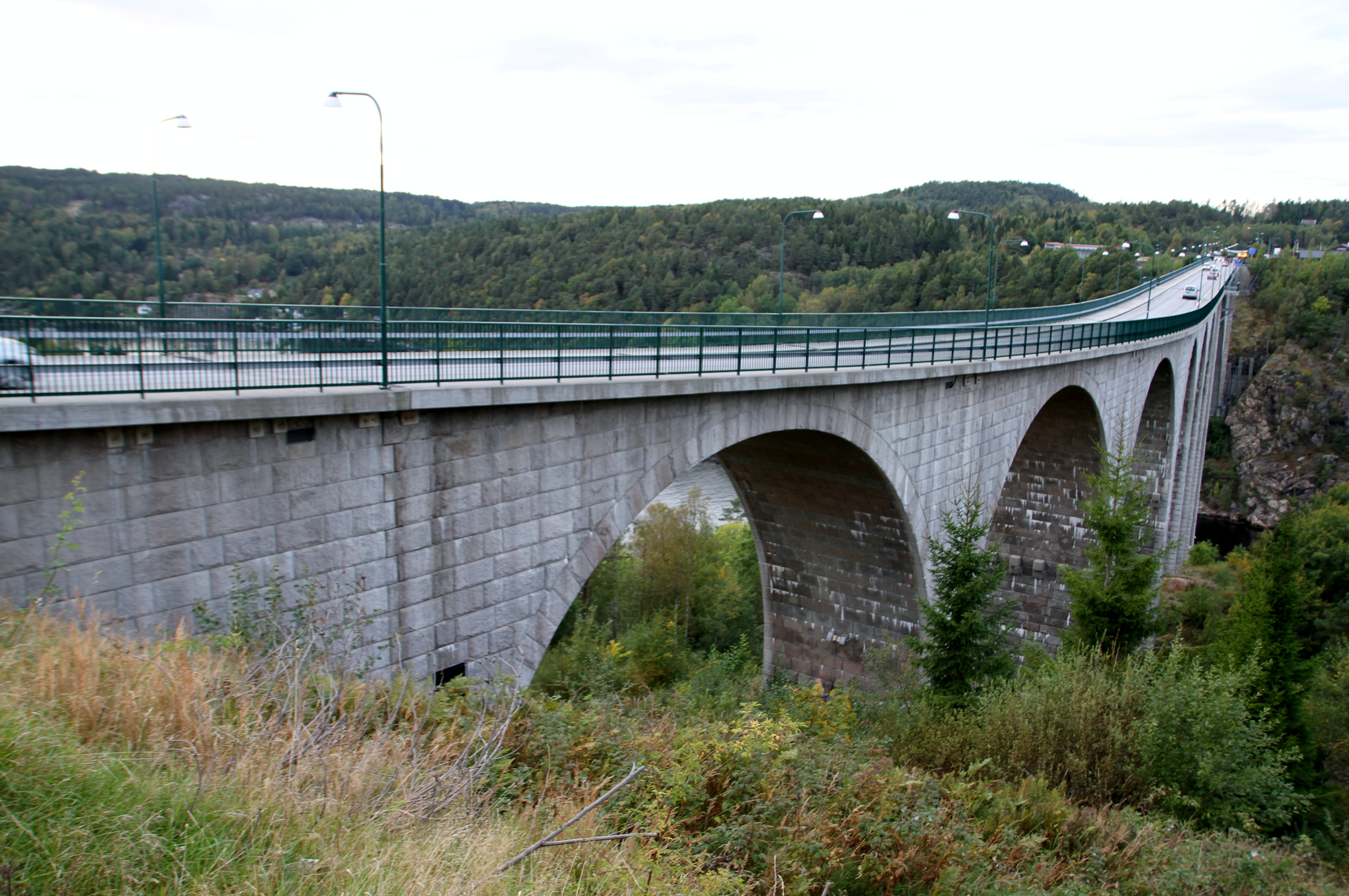
Gamla Svinesundsbron.
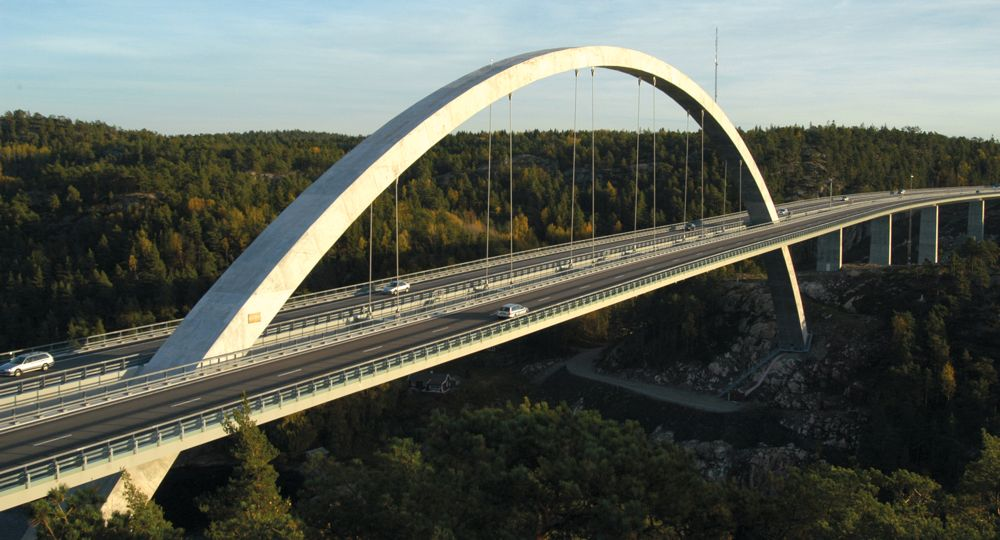
Nya Svinesundsbron.